# Masiela Lusha
Masiela Lusha (Tirana, Albánia, 1985. október 23. –) albán–amerikai színésznő, költő, író, novellista.

## Filmográfia
- 2000: Father's Love, Lisa
- 2001: Summoning, Grace
- 2001: Lizzie McGuire, Model
- 2002: George Lopez, Carmen Lopez (101 episodes)
- 2003: Clifford's Puppy Days, Nina (46 episodes)
- 2004: Cherry Bomb, Kim
- 2005: Unscripted
- 2006: Law and Order: Criminal Intent, Mira
- 2007: Time of the Comet, Agnes
- 2008: Blood: The Last Vampire, Sharon
- 2009: Ballad of Broken Angels: Harmony, Harmony
- 2009: Lopez Tonight
- 2010: Kill Katie Malone, Ginger
- 2010: Of Silence, Annabelle
- 2010: Signed in Blood, Nina
- 2011: Under the Boardwalk: The Monopoly Story
- 2011: Tough Business, Grace
- 2011: Science of Cool

## Bibliográfia
- Inner Thoughts (1999)
- Drinking the Moon (2005)
- The Besa (2008)
- Amore Celeste (2009)
- Boopity Boop! Writes Her First Poem (2010)
- Boopity Boop! Goes To Hawaii (2010)
- The Call (2010)